# إقليم تومبيس
إقليم تومبيس (بالإنجليزية: Tumbes Region) هو أحد أقاليم بيرو، يتبع بيرو، عاصمته تومبيس.

## الموقع
يشترك في الحدود مع:
- إقليم بيورا
- مقاطعة إل أورو
- مقاطعة لوخا.

## التقسيمات الإدارية
- Contralmirante Villar province [الإنجليزية]‏
- مقاطعة تومبيس
- Zarumilla province [الإنجليزية]‏.